# Rikke Ibsen
Rikke Ibsen (danès: Rikke Mæng Ibsen)  (Herning, Dinamarca, 30 novembre 1990, 30 de novembre de 1990) és una tiradora olímpica danesa especialitzada en les proves de Rifle 3 posicions 50 metres i de Rifle d'aire 10 metres. Ha participat en els Jocs Olímpics de Tòquio de 2020, i ha guanyat 1 medalla d'or en el Campionat d'Europa de Breslau 2022.

## Trajectòria professional
| Jocs Olímpics      | Jocs Olímpics | Jocs Olímpics | Jocs Olímpics                      |
| Any                | Seu           | Posició       | Prova                              |
| ------------------ | ------------- | ------------- | ---------------------------------- |
| 2020               | Tòquio        | 22a posició   | Rifle d'aire 10m                   |
| 2020               | Tòquio        | 29a posició   | Rifle 3 posicions 50m              |
| Campionat del Món  |               |               |                                    |
| 2014               | Granada       | 45a posició   | Rifle d'aire 10m                   |
| 2018               | Changwon      | 61a posició   | Rifle d'aire 10m                   |
| 2018               | Changwon      | 19a posició   | Rifle 3 posicions 50m              |
| 2018               | Changwon      | 24a posició   | Rifle estès 50m                    |
| 2022               | Caire         | 15a posició   | Rifle d'aire 10m                   |
| 2022               | Caire         | 21a posició   | Rifle 3 posicions 50m              |
| 2022               | Caire         | 47a posició   | Rifle estès 50m                    |
| 2022               | Caire         | 12a posició   | Rifle 3 posicions 50m Equip mixt   |
| 2023               | Bakú          | 69a posició   | Rifle d'aire 10m                   |
| 2023               | Bakú          | 19a posició   | Rifle 3 posicions 50m              |
| 2023               | Bakú          | 52a posició   | Rifle 10m Equip mixt               |
| Jocs Europeus      |               |               |                                    |
| 2015               | Bakú          | 12a posició   | Rifle d'aire 10m                   |
| 2015               | Bakú          | 33a posició   | Rifle 3 posicions 50m              |
| 2019               | Minsk         | 23a posició   | Rifle d'aire 10m                   |
| 2019               | Minsk         | 12a posició   | Rifle 3 posicions 50m              |
| 2023               | Cracòvia      | 27a posició   | Rifle d'aire 10m                   |
| 2023               | Cracòvia      | 23a posició   | Rifle 3 posicions 50m              |
| 2023               | Cracòvia      | 8a posició    | Rifle 3 posicions 50m Equip femení |
| 2023               | Cracòvia      | 11a posició   | Rifle d'aire 10m Equip femení      |
| 2023               | Cracòvia      | 8a posició    | Rifle d'aire 10m Equip mixt        |
| Campionat d'Europa |               |               |                                    |
| 2014               | Moscú         | 35a posició   | Rifle d'aire 10m                   |
| 2015               | Arnhem        | 39a posició   | Rifle d'aire 10m                   |
| 2017               | Maribor       | 27a posició   | Rifle d'aire 10m                   |
| 2017               | Bakú          | 12a posició   | Rifle 3 posicions 50m              |
| 2017               | Bakú          | 33a posició   | Rifle estès 50m                    |
| 2019               | Osijek        | 18a posició   | Rifle d'aire 10m                   |
| 2019               | Bolonya       | 11a posició   | Rifle 3 posicions 50m              |
| 2019               | Bolonya       | 23a posició   | Rifle estès 50m                    |
| 2020               | Breslau       | 51a posició   | Rifle d'aire 10m                   |
| 2021               | Osijek        | 35a posició   | Rifle d'aire 10m                   |
| 2021               | Osijek        | 23a posició   | Rifle 3 posicions 50m              |
| 2022               | Hamar         | 8a posició    | Rifle d'aire 10m                   |
| 2022               | Breslau       | 1             | Rifle 3 posicions 50m              |
| 2023               | Tallinn       | 14a posició   | Rifle d'aire 10m                   |
| 2023               | Tallinn       | 9a posició    | Rifle d'aire 10m Equip femení      |